# Shaun Williams (football)
Pour les articles homonymes, voir Shaun Williams et Williams.
Shaun Williams est un footballeur irlandais né le 19 octobre 1986 à Dublin. Il joue actuellement pour le Portsmouth FC.

## Palmarès

### Fingal
- Vainqueur de la Coupe d'Irlande (1) : 2009

### Individuel
- Meilleur jeune joueur du championnat d'Irlande en 2010